# Gunnlöd
Gunnlöd (altisländisch Gunnlǫð, daher auch Gunnlöð geschrieben) ist eine Riesin der nordischen Mythologie. Sie verhilft Odin zum Diebstahl des Skaldenmets Óðrœrir. Gunnlöd ist Tochter des Suttung und damit Enkelin des Gilling.